# Пантани (Вибо Валенција)
Пантани је насеље у Италији у округу Вибо Валенција, региону Калабрија.
Према процени из 2011. у насељу је живело 30 становника. Насеље се налази на надморској висини од 257 м.